# 마산여자고등학교
마산여자고등학교(馬山女子高等學校)는 대한민국 경상남도 창원시 마산합포구 완월동에 있는 공립 고등학교이다.

## 학교 연혁
- 1915년 3월 21일 : 마산실과고등여학교 설치 인가(수업연한 2년)
- 1946년 9월 1일 : 마산공립여자중학교로 교명 변경(수업연한 6년)
- 1951년 8월 31일 : 마산여자고등학교 설치 인가(수업연한 3년)
- 1993년 1월 9일 : 본관 건물 개축 이전
- 2005년 11월 9일 : 마산여고 역사관 개관
- 2015년 3월 28일 : 100주년 기념식 및 기념관 개관
- 2019년 6월 27일 : 2019 학교공간혁신(영역단위) 학교 선정(경상남도교육청)
- 2020년 3월 2일 : 고교학점제 연구학교 운영(교육부)
- 2020년 8월 27일 : 꿈 지(智)으미관 개관
- 2021년 12월 31일 : 제99회 졸업식 (178명) 졸업생 총원 29,747명
- 2022년 3월 1일 : 제33대 홍정희 교장 부임
- 2023년 3월 2일 : 제103회 입학식 (192명) 거행

## 참고 자료
- 마산여자고등학교 - 한국교육학술정보원 학교알리미